# Улица Гагарина (Улан-Удэ)
У́лица Гага́рина — улица в Железнодорожном районе города Улан-Удэ. Прежние названия — Мариинская, Международная.
Названа в честь космонавта Юрия Гагарина.

## География улицы
Длина — 2960 метров. Проходит в 330 метрах северо-восточнее и параллельно улице Революции 1905 года. Начинается от улицы Хахалова и идёт на северо-запад до Коллективной улицы.

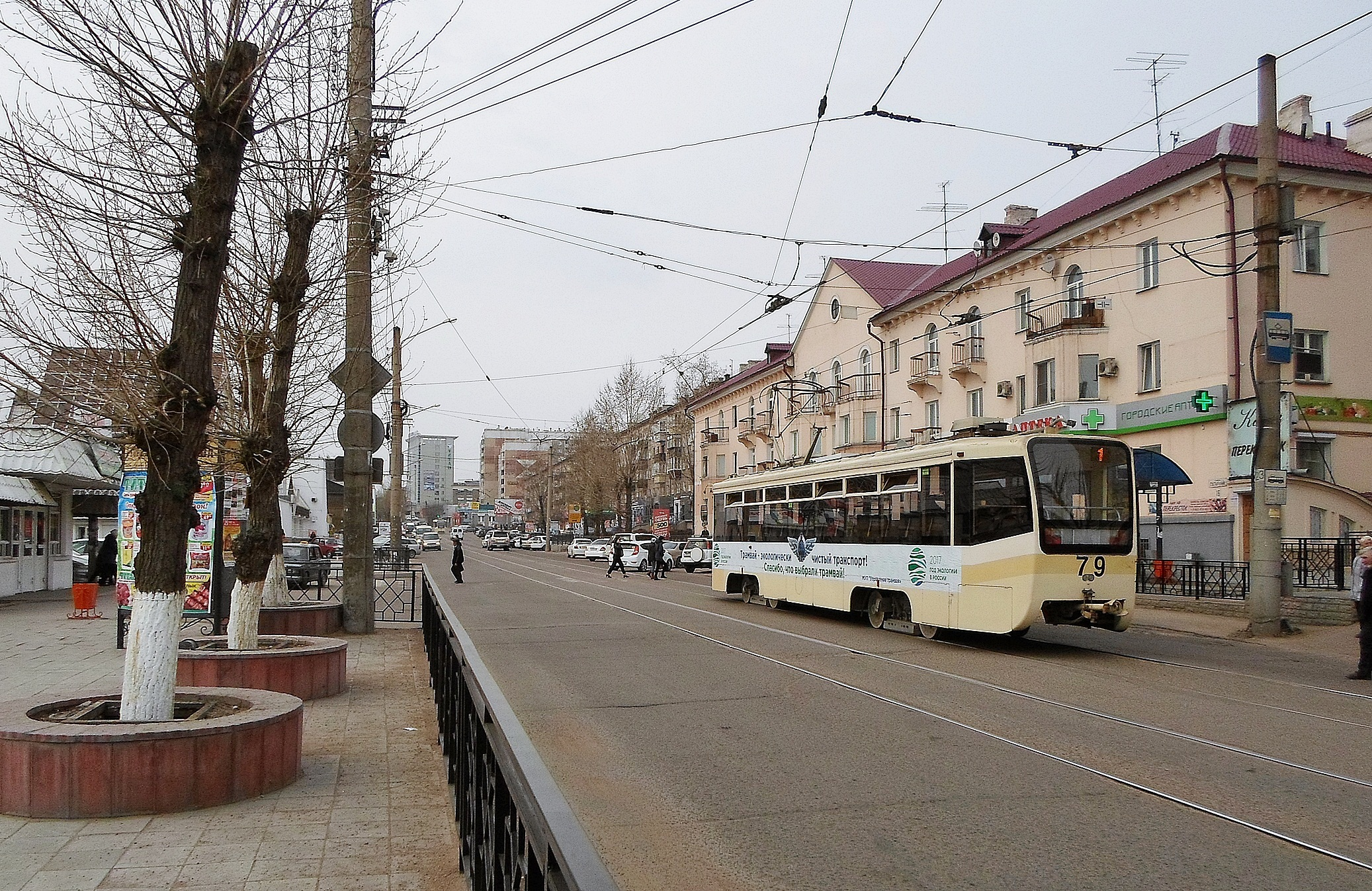
Улица Гагарина

От улицы Гагарина отходят улицы: на северо-восток — Пионерская, Рылеева, Хоца Намсараева, Пржевальского, Бестужева, Юного Коммунара, Гольдсобеля; на юго-запад — Московская, Шульца. Пересекается проспектом 50-летия Октября, улицами — Красноармейской, Пестеля, Добролюбова, Сенчихина.

## Транспорт
Улица является одной из основных магистралей города, связывающих центр с микрорайоном Шишковка в северной части Железнодорожного района — по ней проходят автобусные маршруты и, от проспекта 50-летия Октября до улицы Юного Коммунара, маршруты № 1, 2, 5 городского трамвая.

## История улицы
1 июня 1924 года на Мариинской открылся Рабочий сад — современный Парк Железнодорожников.
Постановлением Верхнеудинского горисполкома Совета рабочих и красноармейскийх депутатов № 39 от 13 июня 1924 года Мариинская улица была переименована в Международную.
4 февраля 1926 года Верхнеудинский городской совет постановил назвать площадь между Амурской, Владивостокской и Международной улицами площадью 1905 года в память о событиях Первой русской революции в Верхнеудинске. В настоящее время на этом месте устроен сквер на улице Сенчихина (бывшая Амурская) с реконструированным памятником пяти казнённым железнодорожникам.
С 1932 по 1936 год разрабатывался генеральный проект планировки города Улан-Удэ. Завершало планировочные работы бюро № 10 Гипрогора под руководством архитектора С. Л. Пермут. В 1938 году проект был утверждён местными инстанциями, а в 1939 году проект был одобрен коллегией НККХ РСФСР. Проект застройки не соблюдался. Парк Железнодорожников должен был быть увеличен до 10 гектаров. Рядом с парком планировалось строительство здания цирка. Школу № 65 построили на месте, намеченном под сад цирка. В проекте планировки улица называлась «Магистраль» и предусматривалось, что улица будет застроена, в основном, общественными зданиями.
В 1939 году школу № 65 окончил Г. С. Асеев — будущий Герой Советского Союза.
В конце 1950-х годов на Международной улице началось строительство 4-х этажных домов.
Решением исполкома горсовета депутатов трудящихся и бюро ГК КПСС № 70 от 24 апреля 1961 года улица была переименована в улицу Гагарина.
13 августа 1966 года Совет Министров РСФСР утвердил генеральный проект планировки и застройки Улан-Удэ (мастерская № 4 Ленгипрогора, архитектор Л. Н. Путерман). В ходе реализации генплана 1966 года ул. Гагарина получила отчётливое оформление, как крупная магистраль Железнодорожного района.
В 1976—1978 годах Ленгипрогор (мастерская № 4, архитектор Л. Н. Путерман) разработал новый генеральный план Улан-Удэ, утверждённый в 1979 году. Дальнейшее развитие должны были получить общественные центры на ул. Гагарина. Планировалось строительство здания русского драматического театра.

## Объекты и здания
На улице Гагарина расположены:
- Министерство социальной защиты населения Республики Бурятия. Ул. Гагарина, 10.
- Средняя общеобразовательная школа № 51. Ул. Гагарина, 12.
- Торговый центр и гостиничный комплекс «Сагаан Морин». Ул. Гагарина, 25, угол проспекта 50-летия Октября.
- Сквер Пушкина. Начало улицы Хоца Намсараева.
- Торговый центр «Юбилейный». Ул. Гагарина, 26. Архитектор А. П. Яковлев.
- Бурятский республиканский индустриальный техникум (Главный корпус, отделение железнодорожного транспорта). Ул. Гагарина, 28а.
- Гостиница «Одон». Ул. Гагарина, 43.
- Средняя общеобразовательная школа № 65. Ул. Гагарина, 26а.
- Парк Железнодорожников. Напротив школы № 65 северо-восточная сторона парка.
- Сквер Сенчихина. На пересечении с улицей Сенчихина.

## Памятники
- Памятник А. С. Пушкину.

## Объекты культурного наследия
- Мемориал и братская могила пяти казнённых руководителей революционного движения 1905—1906 гг. в Верхнеудинске. Сквер Сенчихина. Памятник истории.